# Mühlwalder Tal

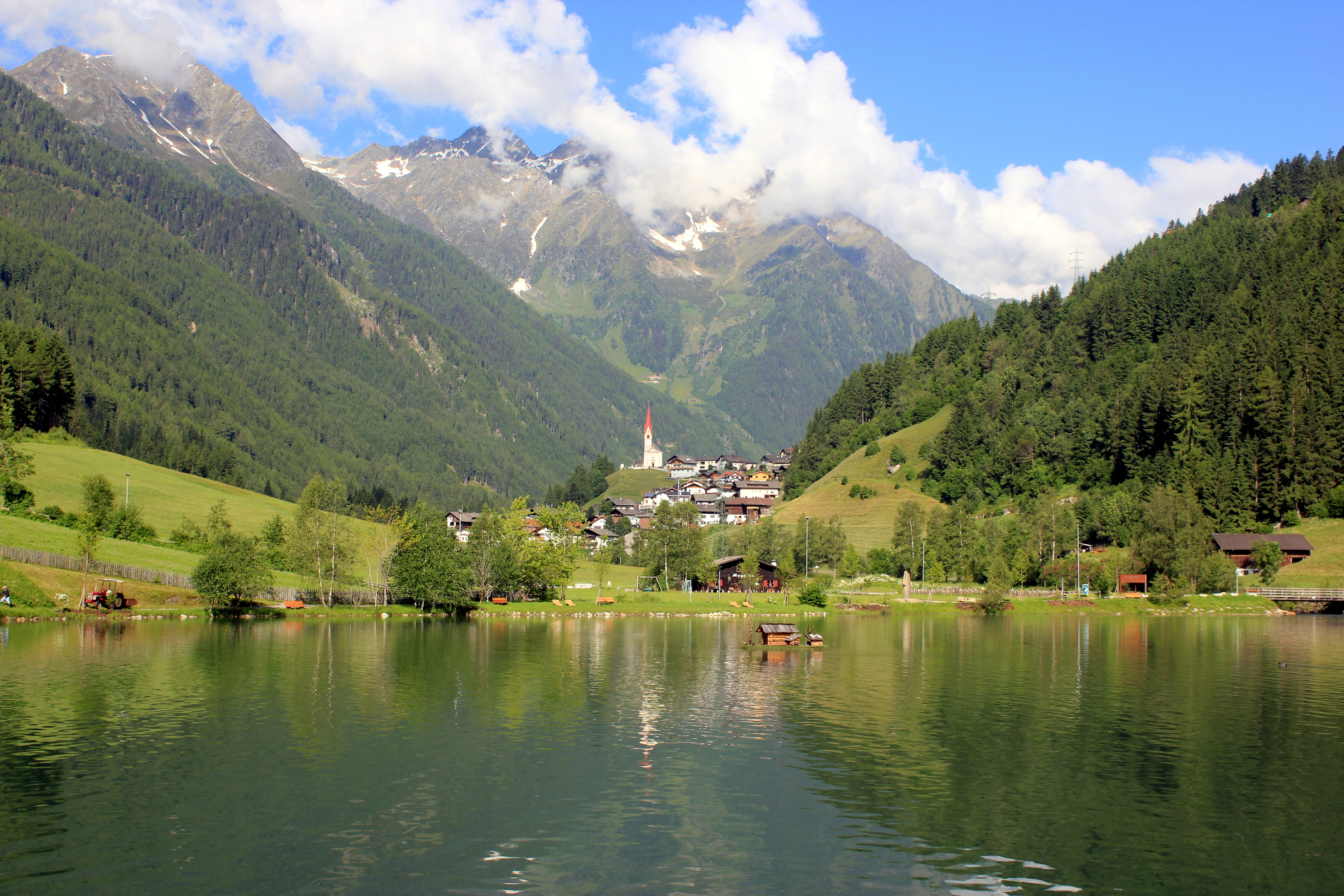
Mühlwalder Tal mit dem Hauptort Mühlwald

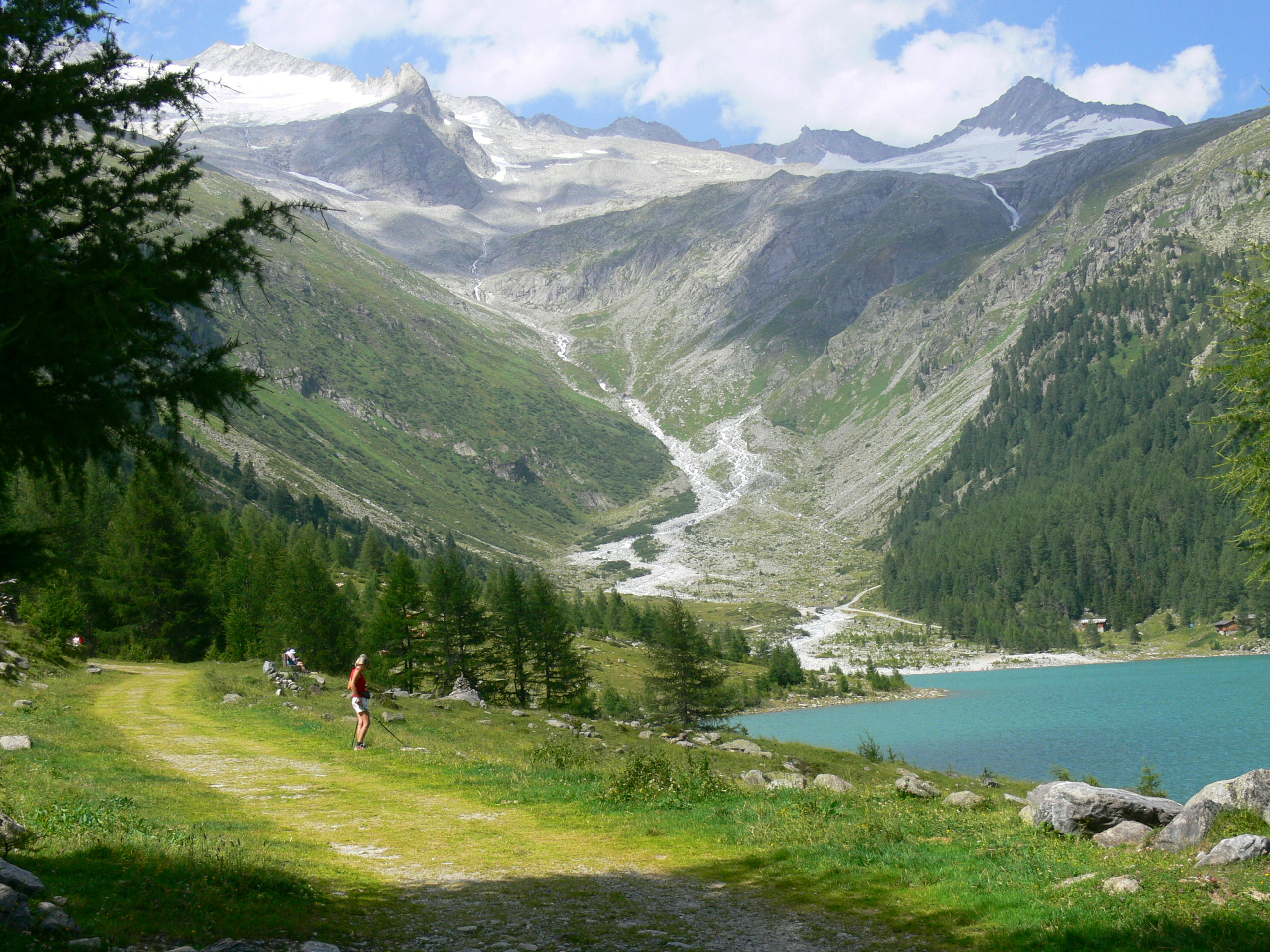
Der Talschluss des Mühlwalder Tals am Neves-Stausee

Das Mühlwalder Tal (italienisch Valle dei Molini), auch einfach Mühlwald genannt, ist ein Gebirgstal im Südtiroler Teil der Zillertaler Alpen. Es zweigt vom Tauferer Tal zunächst Richtung Westen ab und führt zuletzt nordwärts zum Zillertaler Hauptkamm hin, wo es in seinem letzten Abschnitt Lappachtal genannt wird. Entwässert wird es durch den Mühlwalder Bach. Der im Talschluss gelegene Neves-Stausee und der Mühlwalder Stausee im mittleren Talabschnitt dienen der Stromgewinnung. 
Die das Mühlwalder Tal umschließenden Bergkämme, in denen die Edelrauthütte und die Chemnitzer Hütte Stützpunkte für Bergsteiger darstellen, lassen sich in drei Teile gliedern. Das obere Ende hinter dem Talschluss wird von ausgeprägten und vergletscherten Hochgipfeln des Zillertaler Hauptkamms überragt, der Teil des Alpenhauptkamms ist und die Staatsgrenze zu Österreich trägt, unter anderem vom Hohen Weißzint (3371 m), vom Großen Möseler (3480 m) und vom Turnerkamp (3418 m). Ein langgezogener Kamm der am Hohen Weißzint abzweigenden Pfunderer Berge grenzt das Mühlwalder Tal westseitig zum Pfitscher Tal, Pfunderer Tal und südseitig zum Pustertal hin ab. Der am Turnerkamp abzweigende Mühlwalder Kamm trennt das Mühlwalder vom östlich und nördlich gelegenen Weißenbachtal und endet am den Talausgang beherrschenden Speikboden-Massiv.
Die bedeutendsten Siedlungen im Tal sind Mühlwald im mittleren und Lappach im oberen Talabschnitt, die beide zur Gemeinde Mühlwald gehören. Teile des Talausgangs bei Mühlen in Taufers liegen hingegen administrativ im Gemeindegebiet von Sand in Taufers.